# Magyar Divat & Design Ügynökség
A Magyar Divat & Design Ügynökség (röv: MDDÜ, angolul: HFDA) a Magyar Turisztikai Ügynökség alá tartozó, 2018-ban létrejött állami szervezet, amelynek feladata a hazai divat- és designipar átfogó megújítása, valamint integratív és koordináló funkció betöltése a divat- és designipar szereplői között.

## Feladatköre
A Magyar Divat & Design Ügynökség feladatkörébe tartozik, hogy olyan programokat dolgozzon ki és valósítson meg a hazai és nemzetközi szakmai szervezetekkel, oktatási intézményekkel, állami és piaci szereplőkkel közösen együttműködve, amelyek elősegítik, hogy Magyarország a divat és design tekintetében régiós központtá váljon. Ezen keresztül a szervezet további feladata az országimázs erősítése, az export növelése, a hazai gyártói háttér erősítése és fejlesztése. A célok megvalósításának alapját képezi a szektor fejlesztése, az iparági szakoktatás és a hazai divat és design márkák szakmai fejlődésének támogatása mentorprogramokkal. Az MDDÜ lehetőséget biztosít a magyar márkáknak, valamint gyártóknak a nemzetközi megjelenéseken való részvételre, ezáltal ösztönözve az ágazati KKV-k exportteljesítményét, egyúttal figyelmet fordít a határon túli magyar divattervezők és designerek, kreatív szakemberek, gyártók bevonására a hazai iparágba.

## A szervezet vezetői
A budapesti székhellyel rendelkező Magyar Divat & Design Ügynökség vezérigazgatói tisztségét Jakab Zsófia tölti be, az általános vezérigazgató-helyettes pedig Antal Szimonetta.

## Az MDDÜ által szervezett események

### Divat események
- Budapest Central European Fashion Week - évente két alkalommal, hazai és nemzetközi divattervezők kollekciójának bemutatásával, hazai és nemzetközi újságírókkal és influencerekkel[5]
- Budapest Fashion & Tech Summit – két napos nemzetközi szakmai konferencia a divat és technológia összefonódásáról, valamint a fenntarthatóság és a digitalizáció divatipari kérdéseiről, amelyet évente rendeznek meg[6]

### Design események
- Speed Dating – A design LAB keretében megrendezett networking esemény, amely összekapcsolja egymással a kollaborációt kereső gyártókat és formatervezőket[7]
- 360 Design Budapest – Fizikai és digitális kiállítás, amely a magyar és régiós designerek munkásságát mutatja be[8]

### Divat és design területen átívelő események
- Budapest Fashion and Design Nights - magyar divattervezőkkel és formatervezőkkel indított közös program, melynek célja, hogy minél többen megismerjék a magyar márkákat[9]
- HFDA Academy Fashion Flash és HFDA Academy design DIALOG - a program célja a szakmán belüli párbeszéd elindítása, intenzív vélemény-és tapasztalatcsere a szakterület iránt érdeklődők számára[10]
- HFDA Academy New View videó-és podcastsorozat – Hazai és nemzetközi szakértők új megközelítésmódokat ismertetnek a divat- és designipari szereplőkkel, hogy sikeresen alkalmazkodjanak a megváltozott gazdasági helyzethez[11]

## Az MDDÜ programjai és mentorprogramjai

### Divat programok
- Magyar mentorprogram – Képzési program, amely a hazai működés stabilizálásához nyújt ismereteket a feltörekvő magyar divattervezők számára[12]
- Nemzetközi mentorprogram – Képzési program a külföldi terjeszkedésben gondolkodó hazai divatmárkák számára[13]
- Gyártó mentorprogram – Képzési program azoknak a textil- és ruházati vállalkozások számára, akik szériában gyártható, minőségi termékekben gondolkodnak és készen állnak a külföldi terjeszkedésre[14]
- Young Talents Program – Mentorprogram, amely szakmai ismereteket és kapcsolati hálót biztosít a feltörekvő hazai divattervezők számára[15]
- Szakképzésfejlesztési Program – Szakképzésfejlesztést támogató program, amelynek célja, hogy egy versenyképes életpályamodell felállításával tegye vonzóvá a szakmát a pályaválasztás előtt állók számára[16]

### Design programok
- design START – Képzési program a hazai formatervezők számára, amely a működés stabilizálásához nyújt ismereteket[17]
- design SPEED – Képzési program a hazai formatervezők számára a nemzetközi piacra lépéshez[18]
- design LAB – Inkubációs program, amely a hazai gyártók és formatervezők közötti együttműködéseket segíti elő egy közösen benyújtott pályázat útjánn[19]

### Divat és design területen átívelő programok
- BDML - Az MDDÜ a Moholy-Nagy Művészeti Egyetemmel (MOME) együttműködve 2021-ben létrehozta a Budapest Design Material Library (BDML) anyagkönyvtárat, ahol a hallgatók már a tanulmányaik során megismerkedhetnek az aktuális trendekkel és technológiai újdonságokkal. Mindemellett különböző kerekasztal-beszélgetések is megvalósulnak az anyagkönyvtárban, amelyek a designiparon belüli szakmai párbeszéd elősegítését célozzák meg[20]
- HFDA Startup Program – Startup program, amely a legígéretesebb startupoknak vállalkozásfejlesztési képzést és tizenöt millió forintos befektetési lehetőséget kínál[21]
- HFDA Spot – A hazai divat-és designipar első online üzleti közössége, a szektoron belüli szakmai kapcsolatépítés digitális platformja[22]

## Az MDDÜ eddigi legfontosabb megjelenései
- Brera Design District – 13 magyar formatervező MDDÜ által koordinált megjelenése a rendezvényen[23]
- Milano Fashion Week – a Camera Nazionale della Moda Italiana és az MDDÜ közös mentorprogamjába beválasztott hazai divattervezők kollekcióinak bemutatása az olasz divatrendezvényen[24]
- London Design Biennale – koordinált megjelenés a „Kiss in Budapest” nevű installációval[25]
- S/ALON BUDAPEST lakástrend kiállítás – MDDÜ mint szakmai partner [26]
- HOMI – Milano – A Magyar Divat & Design Ügynökség az alábbi magyar designerek részvételét biztosította a szakvásáron: Hannabi, Position Collective, Voy[27]
- Maison&Objet – magyar formatervezők szerepeltek az MDDÜ koordinálásában a párizsi lakberendezési és belsőépítészeti designvásáron[28]

## Stratégiai együttműködések
- Camera Nazionale della Moda Italiana (CNMI)

2018. augusztusában hároméves stratégiai megállapodást kötött a Magyar Divat & Design Ügynökség a Camera Nazionale della Moda Italiana-val. Ennek egyik lépéseként kialakítottak egy mentorprogramot, melybe egy szakmai kritériumrendszer alapján választották be a tervezőket. Az együttműködés célja, hogy az együttműködésnek köszönhetően ezek a márkák képessé váljanak a nemzetközi piacra lépésre.
- Istituto Europeo di Design (IED)

Az MDDÜ és az IED együttműködésben megvalósuló design SPEED nevű mentorprogram olyan, már befutott magyar formatervezőknek szól, akik elkötelezettek cégük további fejlesztése érdekében.  Az IED által nyújtott oktatási csomag 6 know-how modult tartalmaz, valamint egyéni konzultációt és egy személyre szabott projektmunka elkészítését. A program célja, hogy minél több hazai és nemzetközi szinten is sikeres design márka jöhessen létre.
- Hiventures Kockázati Tőkealapkezelő Zrt.

2019 márciusban stratégiai megállapodást kötött egymással a Hiventures, valamint a Magyar Divat & Design Ügynökség a magyarországi divat- és designipar fellendítése, valamint egy értékteremtő hazai divat- és designipari startup ökoszisztéma kialakításának érdekében. A felek a megállapodás értelmében kölcsönös szakmai támogatást nyújtanak egymásnak a divat és design területén tevékenykedő startupokat érintő programjaikban, illetve közösen alakítják a terület fejlesztésével kapcsolatos elképzeléseiket.
A Hiventures által kezelt Divat & Design Tőkealap az MDDÜ szakmai partnersége mellett 2020 őszén 3 tőkebefektetésről szóló szerződést írt alá, egyiket a Vetlényi Alma tervező nevével fémjelzett Timeless Design Kft.-vel, másikat a Zsigmond Dóra tervező nevéhez köthető Zsigmond International Kft.-vel, a harmadikat pedig a Cukovy Europe Kft.-vel.
- Moholy-Nagy Művészeti Egyetem (MOME)

A Moholy-Nagy Művészeti Egyetem tudástranszfer alapú partnerségekkel bővíti szakmai kapcsolatait, melyhez 2021-ben a Magyar Divat & Design Ügynökség is csatlakozott. A program kiemelt fókuszterületei közé tartoznak az iparági trendkövetés és a pályakezdők támogatása. A 2021-es tavaszi szemeszterben az MDDÜ is becsatlakozik egy aktuális pályázati témával a Kurzushéten és egy azokat elmélyítő KFI képzés támogatásával a MOME oktatási programjába. Az MDDÜ a körforgásos gazdálkodás lehetőségeinek körbejárására ösztönöz a divat- és textiliparban, a legjobb koncepciót kidolgozó csapat tagjai díjazásként bekerülnek az ügynökség Young Talents programjába.
- Innovációs és Technológiai Minisztérium (ITM)

A Magyar Divat & Design Ügynökség javaslatai alapján az Innovációs és Technológiai Minisztérium 15 milliárd forint keretösszegűre emelt pályázatot fogalmazott meg a divat- és designipari ágazat számára. A kkv-k technológiai fejlesztését támogató felhívás kifejezetten a divat- és designszektorban működő gyártókat és márkákat célozza, hogy a támogatás által olyan beruházásokat tudjanak végrehajtani, amelyek hozzájárulnak az ágazat hosszútávú megerősödéséhez, illetve munkahelymegtartó és jövedelemtermelő képességük megőrzéséhez. A konvergencia régiók vállalkozásai számára elindított GINOP-1.2.14-20 pályázat keretösszege 12 milliárd forint, míg a közép-magyarországi régió területén működő vállalkozások számára a VEKOP-1.2.7-20 kódszámú pályázat nyújt 3 milliárd forint keretösszegű támogatást.
- Magyar Exportfejlesztési Ügynökség (HEPA)

A Magyar Divat & Design Ügynökség (MDDÜ) egyik jelentős stratégiai pillére a gyártásfejlesztés, melynek célja a hazai gyártói bázis megerősítése. Az Ügynökség ennek elérése érdekében indította el a Gyártó Mentorprogramot, amely cégvezetés, technológia, értékesítés és fenntarthatósági innovációk terén nyújt előremutató ismereteket szakemberek bevonásával. A program első állomását jelentő workshopokon a Magyar Exportfejlesztési Ügynökség (HEPA) Exportakadémiai Igazgatósága nyújt iránymutatást a vállalkozásoknak. A HEPA képzései kollektív, kifejezetten exportorientált felkészítést nyújtanak a magyar vállalkozások számára. A gyakorlati és naprakész ismeretek átadásával hozzájárulnak a vállalkozások versenyképességéhez és üzleti sikeréhez. A HEPA magas színvonalú szolgáltatásokkal segíti a magyar cégek exportfejlesztését, külpiaci megjelenését, ezáltal hozzájárul az ország pozitív nemzetközi megítéléséhez.

## Hazai és nemzetközi tagságok, kapcsolatok
- BEDA - The Bureau of European Design Associations
- WDO - World Design Organization
- IED - Istituto Europeo di Design
- Magyar Bútor és Faipari Szövetség[34]

## Átfogó iparági felmérés

### Világjárvány divat- és designiparra gyakorolt hatásai – kérdőív
A veszélyhelyzet kihirdetését követően a Magyar Divat & Design Ügynökség azonnali lépésekbe kezdett: egy kérdőívvel mérte fel a világjárvány divat-és designiparra gyakorolt hatását. Az iparági szereplők visszajelzéseit alapul véve összeállított egy javaslati csomagot a gazdaság újraindításáért felelős akciócsoportja számára, mellyel közvetítette az ágazat érdekeit a döntéshozók számára. Ezt követően nyilvánították kiemelt ágazattá a divat-és designipart, amely egy fontos elismerés annak gazdaságban betöltött fontosságáról.

## Az MDDÜ által megalkotott magyarországi Divatipari Stratégia
A Magyar Divat & Design Ügynökség létrejöttekor vállalta, hogy megalkotja Magyarország divatipari stratégiáját, amelynek célja, hogy hazánk a régió divatközpontjává váljon. A munkaanyag hat fő stratégiai pillér köré szervezné a magyar divatágazat újbóli fellendítését: ezek a szakmai koordináció erősítése, az iparág marketingjének és promóciójának hatékonyabbá tétele, a hazai divatipari termékek kereskedelmi és exportlehetőségeinek javítása, a minőségi és elérhető gyártás fejlesztése, valamint a nemzetközi színvonalú oktatás elősegítése.